# Cânân Arın

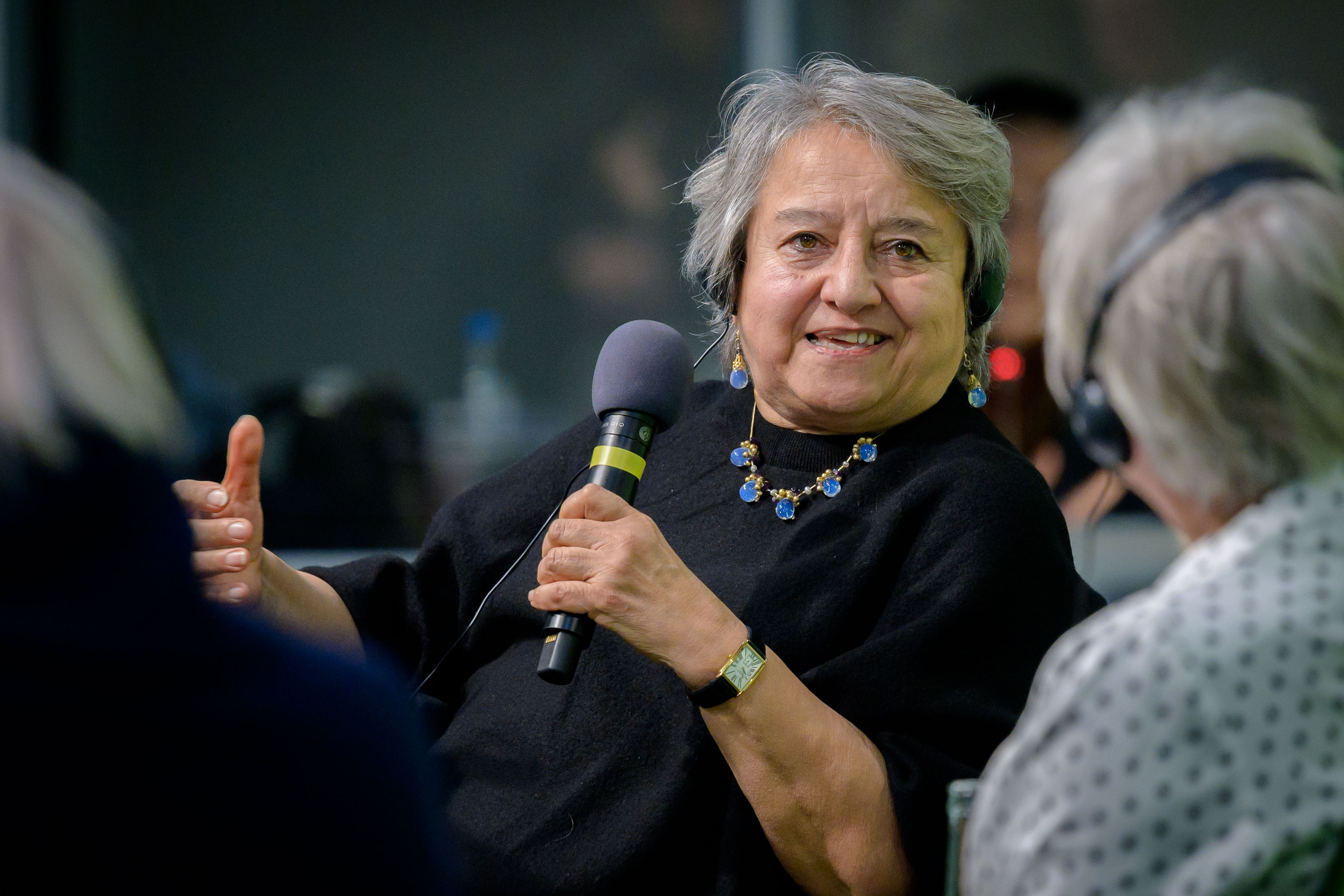
Cânân Arın, 2022

Cânân Arın (geboren 1942 in Ankara) ist eine türkische Frauenrechtlerin und Rechtsanwältin. Sie gehört zu den Gründerinnen des ersten unabhängigen Frauenhaus-Projektes Mor Çatı (Lila Dach) in Istanbul.

## Leben
Cânân Arın wuchs in Istanbul in einer Beamtenfamilie auf und wurde im Geiste des Kemalismus erzogen. Das heißt auch, dass sie und ihre zwei Brüder und eine Schwester in der Familie relativ gleichberechtigt waren. Sie studierte in der Türkei Jura und Politikwissenschaften, besuchte 1970 zur Promotion die London School of Economics and Political Science und nahm anschließend eine Tätigkeit als Rechtsanwältin in Istanbul auf.
Nach dem Militärputsch 1980 gehörte Arin zu den Initiatorinnen einer türkischen Frauenrechtsbewegung. 1990 gründete sie mit Mor Çatı die erste Frauenhausstiftung in der Türkei. Später rief sie mit anderen Frauen die Organisation Kader ins Leben, die Kandidatinnen unterschiedlicher Parteien auf ihrem politischen Weg unterstützt. Sie gehörte zudem zu den Gründerinnen des Zentrums für Frauenförderung der Istanbuler Anwaltskammer. Aus Opposition gegen das türkische Familienrecht, welches Tätern bei einem sogenannten „Ehrenmord“ innerhalb der Ehe Straferlass ermöglicht, blieb Arin unverheiratet. Arins beruflicher und politischer Schwerpunkt liegt in der Verhinderung, Aufdeckung und Anklage von Gewalttaten gegen Frauen.
Dem türkischen Präsidenten Recep Tayyip Erdoğan warf Cânân Arın mehrfach vor, patriarchale Strukturen und Bräuche zu etablieren sowie Gewalt gegen Frauen zu verharmlosen. Durch Erdoğans konservativer Einstellungen würden beispielsweise Frauen, die kein Kopftuch tragen, zunehmend diskriminiert. Gegenüber dem Deutschlandfunk äußerte sie: „Solange Erdogan öffentlich Dinge sagt, wie ‚Frauen und Männer sind nicht gleich, das widerspricht der Natur‘. Solange die AKP-Regierung Paare ermutigt so früh wie möglich zu heiraten. Und solange die Frau weiter ausschließlich als heilige Mutterfigur dargestellt wird, wird sich die Gewalt in diesem Land nicht stoppen lassen. Sie wird nicht aufhören, solange der Regierung der politische Wille fehlt, auf diesem Gebiet wirklich etwas zu verändern.“ In der türkischen Frauenbewegung sieht Arin das Potenzial, ideologische, religiöse oder kulturelle Grenzen zu überwinden, indem Kurdinnen, Alevitinnen und Kemalistinnen zusammen arbeiteten.
2012 drohte Cânân Arın zunächst eine Verhaftung, die auch aufgrund internationaler Frauenproteste abgewendet werden konnte. Arin hatte öffentlich Stellung gegen die Kinderheirat bezogen und als Beispiele die einstige Ehefrau von Mohammed sowie die Frau des damaligen Präsidenten Abdullah Gül genannt. Daraufhin hatte man ihr zunächst wegen der angeblichen „Herabwürdigung religiöser Werte und Beleidigung des Staatsoberhauptes“ eine mehrjährige Gefängnisstrafe angedroht.
Cânân Arın kritisierte in einem Interview, welches sie mit der NZZ im Mai 2016 führte, erneut die Lage der Frauenrechte in der Türkei. Im Jahr 2020 bezeichnete der Türkeikorrespondent der taz Jürgen Gottschlich sie anlässlich ihrer Auszeichnung mit dem Anne-Klein-Frauenpreis 2020 der Heinrich-Böll-Stiftung als „Veteranin der modernen türkischen Frauenbewegung – nicht so umstritten wie Alice Schwarzer in Deutschland, aber genauso wichtig in der Türkei.“

## Auszeichnungen
- Anne-Klein-Frauenpreis (2020)